# Pirati!
Pirati! (The Pirates! In an Adventure with Scientists) è un romanzo di Gideon Defoe del 2004.
Il libro è il primo di una serie: The Pirates!.

## Opere derivate
Nel 2012, dal romanzo è stato tratto un film, Pirati! Briganti da strapazzo, diretto da Peter Lord.(in collaborazione con Jeff Newitt)

## Edizioni in italiano
- Gideon Defoe, Pirati!, Roma: Newton & Compton, 2005